# 宋景雲
宋景雲（16世紀—17世紀），字祥禎，號青霞，山東青州府博興縣人，明朝政治人物。

## 生平
宋景雲曾祖宋志曾為旅店主人，因追回客人歸還金錢得立傳。宋景雲中式萬曆三十四年（1606年）丙午科山東鄉試第四十六名舉人，萬曆四十七年（1619年）成己未科三甲九十名進士，都察院觀政，獲授河南上蔡縣知縣。天啟二年調南鄭縣，保留上蔡縣，四年本省同考，五年升兵部主事，七年（1627年）考选，十二月擢為浙江道監察御史，巡视皇城四门，巡按湖廣，曾向崇禎帝上疏八議的嘉獎。崇祯二年（1629年）他外任陕西布政使司右參議，三年被革职。著有《四書大義》數十卷、《毛詩發微》流傳。

## 家族
曾祖宋志。祖父宋璧。父宋进。

## 引用
1. 1 2  嘉慶《湘潭縣志·卷二十八》：宋景雲，萬厯乙未進士。曾祖志為逆旅主人，嘗追客還遺金，載舊志；景雲由浙江道御史巡按湖廣，厯任右參議，著《四書大義》數十卷、《毛詩發微》億萬言。居臺時條陳八議，懷宗皆嘉納之，惜皆不傳。
2. ↑  道光《博興縣志·卷九·選舉表》：宋景雲 萬歷丙午（舉人），有傳。
3. ↑  史語所藏鈔本《崇禎長編·卷四》：（天啟七年十二月甲辰）……試御史十四員：甘學濶、范良彥、宋景雲俱浙江道……